# Demografía de Guinea-Bisáu
Este artículo trata sobre las características demográficas de la población de Guinea-Bisáu, incluyendo la densidad de población, etnias, nivel de educación, la salud, la economía, las religiones y otros aspectos.

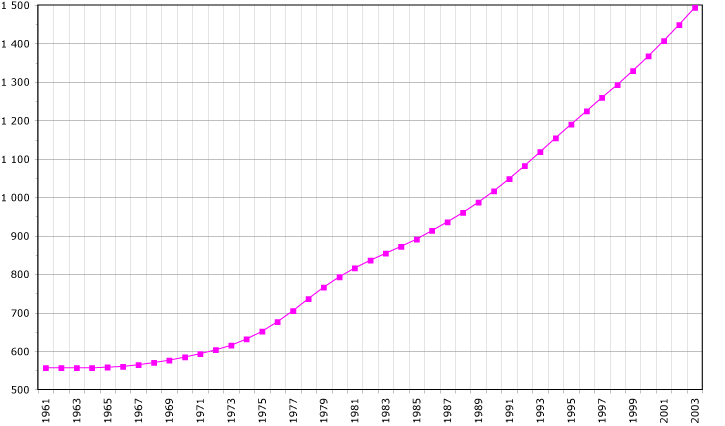

La población de Guinea-Bisáu es étnicamente diversa con diferentes idiomas, costumbres y estructuras sociales. El 99% de los guineanos son negros — la mayoría de los cuales son hablantes de fula y mandinka concentrados en el norte y el noreste, los balanta y papel, los cuales viven en las regiones costeras del sur, y los manjaco y mancanha, que ocupan las áreas centrales y las costeras del norte. Gran parte del resto son mestizos de ascendencia portuguesa y negra, incluyendo una minoría de Cabo Verde. Debido al éxodo de la mayoría de los colonizadores portugueses después de la independencia, menos del 1% de los guineanos son portugueses. El país también tiene una minoría china, la cual incluye macaenses de sangre portuguesa y china de Macao. La mayoría de la población son agricultores, siendo el 50% musulmanes, lo que hace de Guinea-Bisáu el único país que se habla portugués con una mayoría de musulmanes. Existen bastantes comunidades guineanas en el exterior, radicadas mayoritariamente en Portugal. La mayoría de los musulmanes pertenecen al Sunismo, el 40% son paganos, principalmente los fula y los mandinga. Menos del 10% son cristianos, principalmente católico romanos.

## Perfil demográfico
La joven y creciente población de Guinea-Bissau se sustenta en una alta fertilidad; aproximadamente el 60% de la población es menor de 25 años. Su gran población en edad reproductiva y su tasa de fertilidad total de más de 4 hijos por mujer compensan las altas tasas de mortalidad infantil y materna del país. Esta última es una de las más altas del mundo debido a la prevalencia de la maternidad temprana, la falta de espaciamiento de los nacimientos, el alto porcentaje de nacimientos fuera de los centros de salud y la escasez de medicamentos y suministros.
La historia de inestabilidad política de Guinea-Bissau, una guerra civil y varios golpes de estado (el último en 2012) han dado lugar a un estado frágil con una economía débil, un alto nivel de desempleo, una corrupción rampante, una pobreza generalizada y un floreciente tráfico de drogas y niños. Dado que el país carece de infraestructuras educativas, de financiación y material escolar y de profesores cualificados, y que la cultura hace hincapié en la educación religiosa, los padres suelen enviar a los niños a estudiar a escuelas coránicas residenciales (daaras) en Senegal y Gambia. A menudo se encuentran en una situación de privación extrema y son obligados a mendigar en la calle o a trabajar en la agricultura por los marabouts (maestros religiosos musulmanes), que se enriquecen a costa de los niños. Los chicos que dejan a sus marabouts suelen acabar en las calles de Dakar o de otras grandes ciudades senegalesas y son vulnerables a abusos aún peores.
Algunos jóvenes carentes de educación y de perspectivas laborales se involucran en el floreciente comercio internacional de drogas. El consumo de drogas a nivel local y la delincuencia violenta asociada van en aumento.

## Estadísticas demográficas de la CIA World Factbook
Las siguientes estadísticas demográficas pertenecen a la CIA World Factbook, al menos que se indique lo contrario.
| width=75px                                                                        | width=75px                             | width=75px                             | width=75px                             | width=75px                             | width=75px                             | width=75px                              | width=75px                              | width=75px                              | width=75px                              | width=75px                              | -                                       | Población (estimada para julio de 2011) | Población (estimada para julio de 2011) | Población (estimada para julio de 2011) | Población (estimada para julio de 2011) | Población (estimada para julio de 2011) | Población (estimada para julio de 2011) | Población (estimada para julio de 2011) | Población (estimada para julio de 2011) | Población (estimada para julio de 2011) | Población (estimada para julio de 2011) | Población (estimada para julio de 2011) | Población (estimada para julio de 2011) |
| 16.468.886                                                                        |                                        |                                        |                                        |                                        |                                        |                                         |                                         |                                         |                                         |                                         |                                         |                                         |                                         |                                         |                                         |                                         |                                         |                                         |                                         |                                         |                                         |                                         |                                         |
| Grupos de edad(estimado para 2011)                                                |                                        |                                        |                                        |                                        |                                        |                                         |                                         |                                         |                                         |                                         |                                         |                                         |                                         |                                         |                                         |                                         |                                         |                                         |                                         |                                         |                                         |                                         |                                         |
| 0-14 años                                                                         | 0-14 años                              | 0-14 años                              | 0-14 años                              | 15-64 años                             | 15-64 años                             | 15-64 años                              | 15-64 años                              | 65 años en adelante                     | 65 años en adelante                     | 65 años en adelante                     | 65 años en adelante                     |                                         |                                         |                                         |                                         |                                         |                                         |                                         |                                         |                                         |                                         |                                         |                                         |
| 40.4%                                                                             | 40.4%                                  | 40.4%                                  | 40.4%                                  | 56.4%                                  | 56.4%                                  | 56.4%                                   | 56.4%                                   | 3.2%                                    | 3.2%                                    | 3.2%                                    | 3.2%                                    |                                         |                                         |                                         |                                         |                                         |                                         |                                         |                                         |                                         |                                         |                                         |                                         |
| * hombres 321 889 * mujeres 323 202                                               | * hombres 321 889 * mujeres 323 202    | * hombres 321 889 * mujeres 323 202    | * hombres 321 889 * mujeres 323 202    | * hombres 435 986 * mujeres 465 117    | * hombres 435 986 * mujeres 465 117    | * hombres 435 986 * mujeres 465 117     | * hombres 435 986 * mujeres 465 117     | * hombres 19 975 * mujeres 30 508       | * hombres 19 975 * mujeres 30 508       | * hombres 19 975 * mujeres 30 508       | * hombres 19 975 * mujeres 30 508       |                                         |                                         |                                         |                                         |                                         |                                         |                                         |                                         |                                         |                                         |                                         |                                         |
| Crecimiento demográfico                                                           |                                        |                                        |                                        |                                        |                                        |                                         |                                         |                                         |                                         |                                         |                                         |                                         |                                         |                                         |                                         |                                         |                                         |                                         |                                         |                                         |                                         |                                         |                                         |
| 1 988% (estimado para 2011)                                                       |                                        |                                        |                                        |                                        |                                        |                                         |                                         |                                         |                                         |                                         |                                         |                                         |                                         |                                         |                                         |                                         |                                         |                                         |                                         |                                         |                                         |                                         |                                         |
| Tasa de natalidad (estimada para 2011)                                            | Tasa de natalidad (estimada para 2011) | Tasa de natalidad (estimada para 2011) | Tasa de natalidad (estimada para 2011) | Tasa de natalidad (estimada para 2011) | Tasa de natalidad (estimada para 2011) | Tasa de mortalidad (estimada para 2011) | Tasa de mortalidad (estimada para 2011) | Tasa de mortalidad (estimada para 2011) | Tasa de mortalidad (estimada para 2011) | Tasa de mortalidad (estimada para 2011) | Tasa de mortalidad (estimada para 2011) |                                         |                                         |                                         |                                         |                                         |                                         |                                         |                                         |                                         |                                         |                                         |                                         |
| 5.05% (50,54 nacimientos / 1000)                                                  | 5.05% (50,54 nacimientos / 1000)       | 5.05% (50,54 nacimientos / 1000)       | 5.05% (50,54 nacimientos / 1000)       | 5.05% (50,54 nacimientos / 1000)       | 5.05% (50,54 nacimientos / 1000)       | 1.41% (14,11 muertes / 1000)            | 1.41% (14,11 muertes / 1000)            | 1.41% (14,11 muertes / 1000)            | 1.41% (14,11 muertes / 1000)            | 1.41% (14,11 muertes / 1000)            | 1.41% (14,11 muertes / 1000)            |                                         |                                         |                                         |                                         |                                         |                                         |                                         |                                         |                                         |                                         |                                         |                                         |
| Tasa neta de migración (estimada para 2010)                                       |                                        |                                        |                                        |                                        |                                        |                                         |                                         |                                         |                                         |                                         |                                         |                                         |                                         |                                         |                                         |                                         |                                         |                                         |                                         |                                         |                                         |                                         |                                         |
| 0% (0 inmigrante(s) / 1000 habitantes)                                            |                                        |                                        |                                        |                                        |                                        |                                         |                                         |                                         |                                         |                                         |                                         |                                         |                                         |                                         |                                         |                                         |                                         |                                         |                                         |                                         |                                         |                                         |                                         |
| Distribución por sexos                                                            |                                        |                                        |                                        |                                        |                                        |                                         |                                         |                                         |                                         |                                         |                                         |                                         |                                         |                                         |                                         |                                         |                                         |                                         |                                         |                                         |                                         |                                         |                                         |
| al nacer                                                                          | al nacer                               | al nacer                               | menos de 15 años                       | menos de 15 años                       | menos de 15 años                       | 15-64 años                              | 15-64 años                              | 15-64 años                              | 65 años en adelante                     | 65 años en adelante                     | 65 años en adelante                     |                                         |                                         |                                         |                                         |                                         |                                         |                                         |                                         |                                         |                                         |                                         |                                         |
| 1,03 hombre(s) / mujer                                                            | 1,03 hombre(s) / mujer                 | 1,03 hombre(s) / mujer                 | 1 hombre(s) / mujer                    | 1 hombre(s) / mujer                    | 1 hombre(s) / mujer                    | 0,8 hombre(s) / mujer                   | 0,8 hombre(s) / mujer                   | 0,8 hombre(s) / mujer                   | 0,8 hombre(s) / mujer                   | 0,8 hombre(s) / mujer                   | 0,8 hombre(s) / mujer                   |                                         |                                         |                                         |                                         |                                         |                                         |                                         |                                         |                                         |                                         |                                         |                                         |
| Población total (estimada para 2000)                                              |                                        |                                        |                                        |                                        |                                        |                                         |                                         |                                         |                                         |                                         |                                         |                                         |                                         |                                         |                                         |                                         |                                         |                                         |                                         |                                         |                                         |                                         |                                         |
| 0,94 hombre(s) / mujer                                                            |                                        |                                        |                                        |                                        |                                        |                                         |                                         |                                         |                                         |                                         |                                         |                                         |                                         |                                         |                                         |                                         |                                         |                                         |                                         |                                         |                                         |                                         |                                         |
| Tasa de mortalidad infantil (estimado para 2011)                                  |                                        |                                        |                                        |                                        |                                        |                                         |                                         |                                         |                                         |                                         |                                         |                                         |                                         |                                         |                                         |                                         |                                         |                                         |                                         |                                         |                                         |                                         |                                         |
| 96,23 muertes / 1000 nacimientos                                                  |                                        |                                        |                                        |                                        |                                        |                                         |                                         |                                         |                                         |                                         |                                         |                                         |                                         |                                         |                                         |                                         |                                         |                                         |                                         |                                         |                                         |                                         |                                         |
| Esperanza de vida al nacer (estimada para 2011)                                   |                                        |                                        |                                        |                                        |                                        |                                         |                                         |                                         |                                         |                                         |                                         |                                         |                                         |                                         |                                         |                                         |                                         |                                         |                                         |                                         |                                         |                                         |                                         |
| hombres                                                                           | hombres                                | hombres                                | hombres                                | hombres                                | hombres                                | mujeres                                 | mujeres                                 | mujeres                                 | mujeres                                 | mujeres                                 | mujeres                                 |                                         |                                         |                                         |                                         |                                         |                                         |                                         |                                         |                                         |                                         |                                         |                                         |
| 46,77 años                                                                        | 46,77 años                             | 46,77 años                             | 46,77 años                             | 46,77 años                             | 46,77 años                             | 51,37 años                              | 51,37 años                              | 51,37 años                              | 51,37 años                              | 51,37 años                              | 51,37 años                              |                                         |                                         |                                         |                                         |                                         |                                         |                                         |                                         |                                         |                                         |                                         |                                         |
| Población total                                                                   |                                        |                                        |                                        |                                        |                                        |                                         |                                         |                                         |                                         |                                         |                                         |                                         |                                         |                                         |                                         |                                         |                                         |                                         |                                         |                                         |                                         |                                         |                                         |
| 49,04 años                                                                        |                                        |                                        |                                        |                                        |                                        |                                         |                                         |                                         |                                         |                                         |                                         |                                         |                                         |                                         |                                         |                                         |                                         |                                         |                                         |                                         |                                         |                                         |                                         |
| Tasa global de fecundidad (estimada para 2011)                                    |                                        |                                        |                                        |                                        |                                        |                                         |                                         |                                         |                                         |                                         |                                         |                                         |                                         |                                         |                                         |                                         |                                         |                                         |                                         |                                         |                                         |                                         |                                         |
| 0.76% (7,6 niños nacidos / mujer)                                                 |                                        |                                        |                                        |                                        |                                        |                                         |                                         |                                         |                                         |                                         |                                         |                                         |                                         |                                         |                                         |                                         |                                         |                                         |                                         |                                         |                                         |                                         |                                         |
| Nacionalidad                                                                      |                                        |                                        |                                        |                                        |                                        |                                         |                                         |                                         |                                         |                                         |                                         |                                         |                                         |                                         |                                         |                                         |                                         |                                         |                                         |                                         |                                         |                                         |                                         |
| gentilicio                                                                        | gentilicio                             | gentilicio                             | gentilicio                             | gentilicio                             | gentilicio                             | adjetivo                                | adjetivo                                | adjetivo                                | adjetivo                                | adjetivo                                | adjetivo                                |                                         |                                         |                                         |                                         |                                         |                                         |                                         |                                         |                                         |                                         |                                         |                                         |
| guineano(s)                                                                       | guineano(s)                            | guineano(s)                            | guineano(s)                            | guineano(s)                            | guineano(s)                            | guineano                                | guineano                                | guineano                                | guineano                                | guineano                                | guineano                                |                                         |                                         |                                         |                                         |                                         |                                         |                                         |                                         |                                         |                                         |                                         |                                         |
| Grupos étnicos                                                                    |                                        |                                        |                                        |                                        |                                        |                                         |                                         |                                         |                                         |                                         |                                         |                                         |                                         |                                         |                                         |                                         |                                         |                                         |                                         |                                         |                                         |                                         |                                         |
| Africanos 99%                                                                     | Africanos 99%                          | Africanos 99%                          | Africanos 99%                          | Africanos 99%                          | Europeos                               | Europeos                                | Europeos                                | Europeos                                | mulatos menos del 1%.                   | mulatos menos del 1%.                   | mulatos menos del 1%.                   |                                         |                                         |                                         |                                         |                                         |                                         |                                         |                                         |                                         |                                         |                                         |                                         |
| Balanta 30%                                                                       | Fula 20%                               | Manjaca 14%                            | Mandinga 13%                           | Papel 7%                               | mayoritariamente portugueses           | mayoritariamente portugueses            | mayoritariamente portugueses            | mayoritariamente portugueses            | mulatos menos del 1%.                   | mulatos menos del 1%.                   | mulatos menos del 1%.                   |                                         |                                         |                                         |                                         |                                         |                                         |                                         |                                         |                                         |                                         |                                         |                                         |
| Religiones                                                                        |                                        |                                        |                                        |                                        |                                        |                                         |                                         |                                         |                                         |                                         |                                         |                                         |                                         |                                         |                                         |                                         |                                         |                                         |                                         |                                         |                                         |                                         |                                         |
| Musulmanes                                                                        | Musulmanes                             | Musulmanes                             | Musulmanes                             | creencias indígenas                    | creencias indígenas                    | creencias indígenas                     | creencias indígenas                     | cristianos                              | cristianos                              | cristianos                              | cristianos                              |                                         |                                         |                                         |                                         |                                         |                                         |                                         |                                         |                                         |                                         |                                         |                                         |
| 50%                                                                               | 50%                                    | 50%                                    | 50%                                    | 40%                                    | 40%                                    | 40%                                     | 40%                                     | 10%                                     | 10%                                     | 10%                                     | 10%                                     |                                         |                                         |                                         |                                         |                                         |                                         |                                         |                                         |                                         |                                         |                                         |                                         |
| Idiomas                                                                           |                                        |                                        |                                        |                                        |                                        |                                         |                                         |                                         |                                         |                                         |                                         |                                         |                                         |                                         |                                         |                                         |                                         |                                         |                                         |                                         |                                         |                                         |                                         |
| Portugués (oficial)                                                               | Portugués (oficial)                    | Portugués (oficial)                    | Portugués (oficial)                    | lengua criolla                         | lengua criolla                         | lengua criolla                          | lengua criolla                          | idiomas africanos                       | idiomas africanos                       | idiomas africanos                       | idiomas africanos                       |                                         |                                         |                                         |                                         |                                         |                                         |                                         |                                         |                                         |                                         |                                         |                                         |
| Alfabetización Mayores de 15 años que saben leer y escribir. (estimado para 2003) |                                        |                                        |                                        |                                        |                                        |                                         |                                         |                                         |                                         |                                         |                                         |                                         |                                         |                                         |                                         |                                         |                                         |                                         |                                         |                                         |                                         |                                         |                                         |
| hombres                                                                           | hombres                                | hombres                                | hombres                                | hombres                                | hombres                                | mujeres                                 | mujeres                                 | mujeres                                 | mujeres                                 | mujeres                                 | mujeres                                 |                                         |                                         |                                         |                                         |                                         |                                         |                                         |                                         |                                         |                                         |                                         |                                         |
| 25,1%                                                                             | 25,1%                                  | 25,1%                                  | 25,1%                                  | 25,1%                                  | 25,1%                                  | 27,4%                                   | 27,4%                                   | 27,4%                                   | 27,4%                                   | 27,4%                                   | 27,4%                                   |                                         |                                         |                                         |                                         |                                         |                                         |                                         |                                         |                                         |                                         |                                         |                                         |
| Población total                                                                   |                                        |                                        |                                        |                                        |                                        |                                         |                                         |                                         |                                         |                                         |                                         |                                         |                                         |                                         |                                         |                                         |                                         |                                         |                                         |                                         |                                         |                                         |                                         |
| 16,4%                                                                             |                                        |                                        |                                        |                                        |                                        |                                         |                                         |                                         |                                         |                                         |                                         |                                         |                                         |                                         |                                         |                                         |                                         |                                         |                                         |                                         |                                         |                                         |                                         |

- Wikimedia Commons alberga una categoría multimedia sobre Demografía de Guinea-Bisáu.

- Datos: Q2618776
- Multimedia: Demographics of Guinea-Bissau / Q2618776